# 竹芝地域開発
竹芝地域開発株式会社（たけしばちいきかいはつ）は、かつて存在した、東京都などが出資する第三セクター会社。東京都ウォーターフロント再開発における第一号プロジェクト「ニューピア竹芝」の開発・運営を担う会社として設立されたが、2007年（平成19年）4月1日、東京テレポートセンターに吸収合併された。

## 概要
竹芝埠頭は1934年（昭和9年）に建設されたが、時代の流れのとともに船舶の大型化や荷姿の変化に対応することが難しくなり、また埠頭周辺の土地利用は、従来港湾関係施設が多くを占めていたが、昭和50年代に入ると、集合住宅や業務ビル等が建設され、都市機能の進出が盛んとなった。一方社会経済環境は、オフィスビルの不足、地価の高騰が続き、港に対するニーズも多様化した。このため、その解決策の一つとして、東京港の埋立地を、東京に残された貴重な空間として活用を図るとともに、既存の埠頭地区についても、新しいウォーターフロントを創出することが時代の要請となった。
前記背景のもと1981年（昭和56年）12月、東京都は、東京港第4次改定港湾計画で、竹芝埠頭の前面埋め立てによる用地の拡大と土地利用に「都市機能用地」を加えることを決定。1984年（昭和59年）6月、埋立て工事に着手し、1985年（昭和60年）9月、「竹芝ふ頭開発事業の基本計画」が知事決定された。この計画は、施設に港湾機能のほか都市としての機能を併せ持たせ、21世紀ヘ向けたウォーターフロントの創造を目指す一体整備を打ち出した。この計画の中で、事業を進めるには、事業促進および資金調達の点で、東京都港湾局は埋立て、用地の確保、桟橋や客船ターミナル等の埠頭機能の建設および管理を行い、その他は第三セクター等の活用が適当であるとし、また開発スケジュールは、施設配置計画から3分割の段階施行とした。
これを受け、1987年（昭和62年）7月、オフィスビル・商業ビル・ホテル等の建設整備および付帯業務を担う会社として、都・日本興業銀行・富士銀行・東京電力・東京ガス・その他都市銀行等32団体の出資により、資本金150億円で「竹芝地域開発」を設立、社長には植野正明（東京都副知事）が就任した。そして、1988年（昭和63年）12月、第1期工事（北ゾーン）の工事が着工され、1995年（平成7年）7月、約7年の歳月を経て完成を迎えた。
開発地区は旧埠頭の1.8haと新たに埋め立てられた2.8haの合わせて4.6haで、ここを北ゾーン、中央ゾーン、南ゾーンの3つに分け、高さ約100mの高層ビルを4棟建設したほか、旅客ターミナル、海上公園等の整備を行った。開発あたっては、民活法（民間事業者の能力の活用による特定施設の整備の促進に関する臨時措置法）適用を受け、高層棟のうち、ノースタワー、サウスタワーおよびニューピアホール
が同法の適用を受けた。全体事業費は、竹芝地域開発、東京都職員共済組合、都港湾局を合わせて約1800億円だった。

### 経営破綻
バブル経済崩壊期に重なったこともあり、開発した賃貸ビルは入居率、賃貸料収入は低迷し、支払利息も大きく、大幅な累積損失に見舞われた。こうしたことから、竹芝地域開発と同様に経営が悪化していた東京テレポートセンター及び東京臨海副都心建設の3社は、経営の安定化を図るため、1998年度からビル事業についてサブリース契約（建物の一括賃貸借契約、契約期間10年間）を締結するなどして、東京テレポートセンターに事業を集約。さらに経営安定化策として、都から1998年度20億円、翌年度17億円の無利子貸付（貸付期間20年、一括償還）が講じられ、加えてニューピア竹芝ノースタワーの用地（5719.07m2のうち持分68.2%分）については地上権設定契約を、同サウスタワー及び都市ホテル棟の施設用地（8626.0m2のうち持分98.48%）については貸付契約（平成11年度貸付料が約1億3477万円）が行われた。
しかし、このような努力にもかかわらず経営は一向に安定せず、2006年（平成18年）5月12日、竹芝地域開発、東京テレポートセンター、東京臨海副都心建設の3社は民事再生手続き開始を東京地裁に申請した。これによって、2007年（平成19年）4月、竹芝地域開発と東京臨海副都心建設は存続会社の東京テレポートセンターに吸収合併。8月、同社は新たに設立の持株会社、東京臨海ホールディングスの傘下に入った。

## 整備した施設

### 北ゾーン
- ニューピアノースタワー

地下3階地上24階建てのオフィスビル。3階に結婚式場が入る。
- アジュール竹芝

地下3階地上21階建て。東京都職員共済組合の施設（共済会館）。
- ニューピアホール

ノースタワーとアジュールの間の1階レベルにある平土間式多機能ホール。こけら落とし公演はマンハッタン・ジャズ・クインテットが飾った。

### 中央ゾーン
- 竹芝ふ頭公園

直径約90mの半円を描く地上部と人工地盤部の二重構造で、階段スロープ等で一体的に利用でき、中央広場の中心には高さ40mのマストを配置した。
- 客船ターミナル

人工地盤の下の地上レベルに客船ターミナルを設け、客船にはボーディング・ブリッジにより乗降する。

### 南ゾーン
- ニューピアサウスタワー

地下3階地上21階建てのオフィスビル。ゆりかもめ竹芝駅と3階のエントランスがデッキで直結している。また1階の一部は客船ターミナルとなっている。
- ホテルインターコンチネンタル東京ベイ

地下3階地上24階のホテル。セゾングループのホテルとして開業。2011年（平成23年）ツカダ・グローバルホールディングが傘下会社を通じ経営権を握り、運営を始める。
- その他施設

南東側に小型船乗船ターミナルがある。

## 沿革
- 1987年7月21日 - 会社設立。
- 1998年4月  -  東京テレポートセンター、東京臨海副都心建設の2社と事業を統合し、東京臨海副都心建設とともに事業を東京テレポートセンターへ委託した。
- 2006年5月12日 - 東京テレポートセンター、東京臨海副都心建設とともに3社は民事再生手続き開始を東京地裁に申請。
- 2007年
  - 4月1日 - 3社が合併し、竹芝地域開発は存続会社の東京テレポートセンターに吸収合併。
  - 8月 - 東京テレポートセンターが東京臨海ホールディングスの傘下に入る。